# International Institute of Information Technology (Hyderabad)
Das International Institute of Information Technology (kurz IIIT, vormals Indian Institute of Information Technology) mit Sitz in Hyderabad wurde 1998 gegründet. Zielsetzung ist die Ausbildung von Absolventen im naturwissenschaftlich-technischen Bereich. Es hat den Status einer sog. deemed university.
Konzeption sowie Namensgebung der IIITs lehnen sich an Indian Institute of Technology an.